# Calophasia
Genre
Le genre Calophasia regroupe des lépidoptères (papillons) nocturnes de la famille des Noctuidae.

## Espèces rencontrées en Europe
- Calophasia almoravida Graslin, 1863
- Calophasia barthae Wagner, 1929
- Calophasia hamifera Staudinger, 1863
- Calophasia lunula (Hufnagel, 1766)
- Calophasia opalina (Esper, 1793)
- Calophasia platyptera (Esper, 1788)